# André d’Ypres
André d’Ypres ist der Name eines mittelalterlichen Buch- und Tafelbildmalers, der urkundlich belegt in Amiens zwischen 1435 und 1444 tätig war. Wegen seines Namens wird vermutet, dass er aus Westflandern aus der Region um Ypern stammte und sich in Frankreich niederließ im Zuge einer größeren Migration flämischer Maler in die Region um Tournai, Arras und Amien. Seine Herkunft wird auch als eine Erklärung genannt, dass die meisten  der André d’Ypres zugeschriebenen größeren Werke dem Stil des Robert Campin und Rogier van der Weyden nahestehen.

## Zugeschriebene Werke (Auswahl)
In der Kunstgeschichte wird André d’Ypres unterschiedlich mit den folgenden namentlich nicht bekannten Künstler gleichgesetzt. Diese Identifizierungen dieser Notnamen ist jedoch nicht unumstritten.
- Meister des Dreux Budé[2]
- Meister des Jouvenel des Ursins[3]
- Meister der Kreuzigung vom Pariser Parlament[4]

## Nachfahren
In der Kunstgeschichte werden die ebenfalls urkundlich gesicherten Maler Colin Dipres (Colin d’Amiens) als Sohn und Jean d’Ypres als Enkel des André d’Ypres angesehen. Solche Hypothesen verwandtschaftlicher Beziehungen sind jedoch nicht nachweisbar.